# Megasema caelebs
Megasema caelebs là một loài bướm đêm trong họ Noctuidae.